# Paul Karrer
Paul Karrer (Moskva, 21. travnja 1889. – Zürich, 18. lipnja 1971.), švicarski organski kemičar, najpoznatiji po istraživanju vitamina. 
Zajedno s Walterom Normanom Haworthom dobio je 1937. godine Nobelovu nagradu za kemiju.

## Vanjske poveznice
- Nobel Prize biography